# Galaxie eliptică

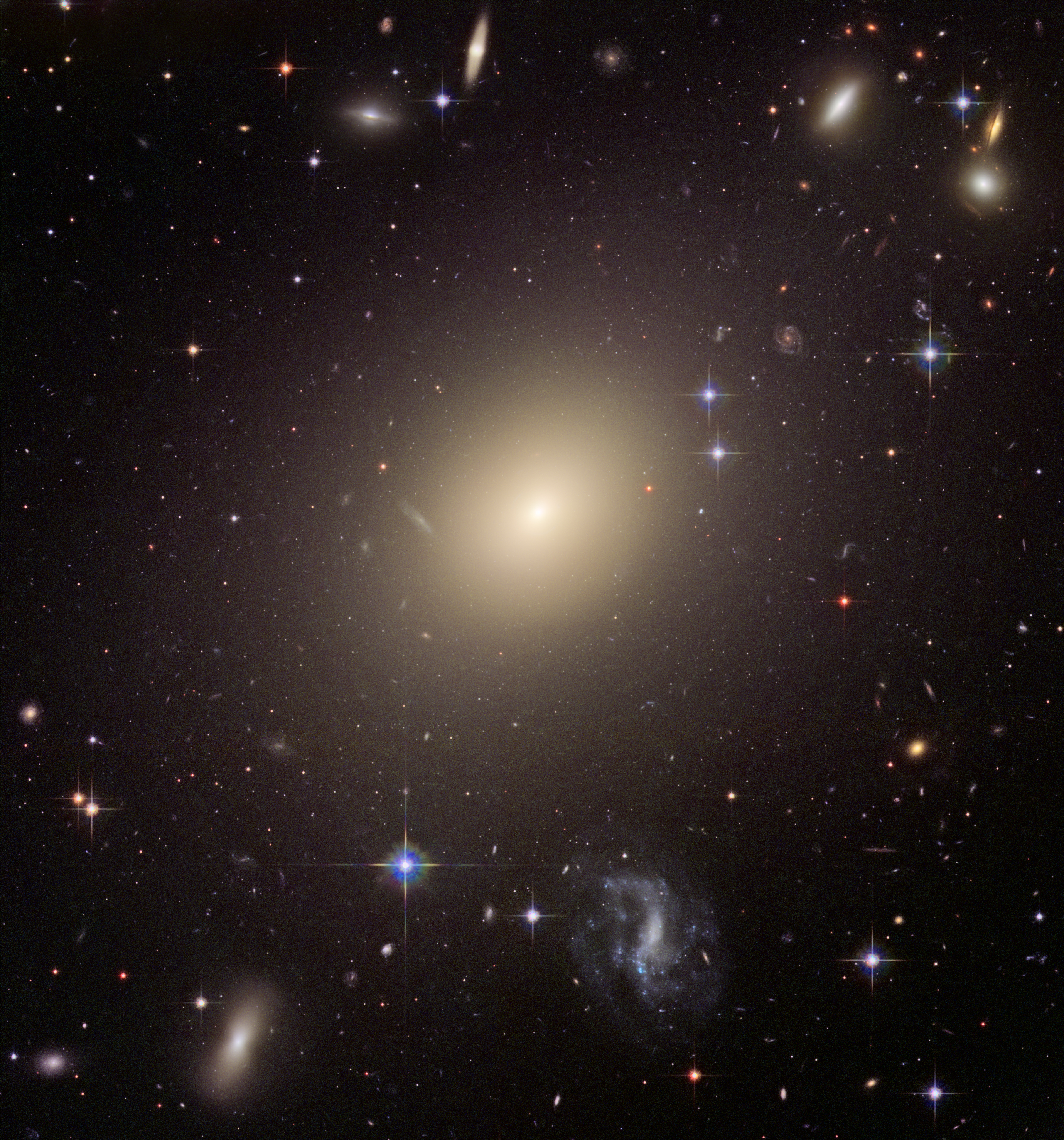
Galaxia eliptică gigantică ESO 325-G004

O galaxie eliptică este un tip de galaxie care grupează concentrații sferoidale de miliarde stele, care se aseamănă cu roiurile globulare la scară mare. Ele au o mică structură internă, iar densitatea stelelor descrește încetișor de la centrul foarte luminos spre margini difuze. Ele sunt clasate în secvența Hubble ca fiind de tip E și se subîmpart, după forma lor, de la tipul E0 (circulare), la tipul E7 (foarte eliptice).
Spre deosebire de galaxiile spirale, organizate și structurate, acestea sunt mai tridimensionale, mai bogat structurate, iar stelele sunt pe o orbită destul de aleatorie în jurul centrului galactic. Galaxiile eliptice reprezintă unul dintre cele trei tipuri de galaxii descrise de Edwin Hubble în lucrarea sa din anul 1936, The Realm of the Nebulae, prezente și în secvența Hubble.

## Exemple
- M32
- M49
- M59
- M60 (NGC 4649)
- M87 (NGC 4486)
- M89
- M105 (NGC 3379)

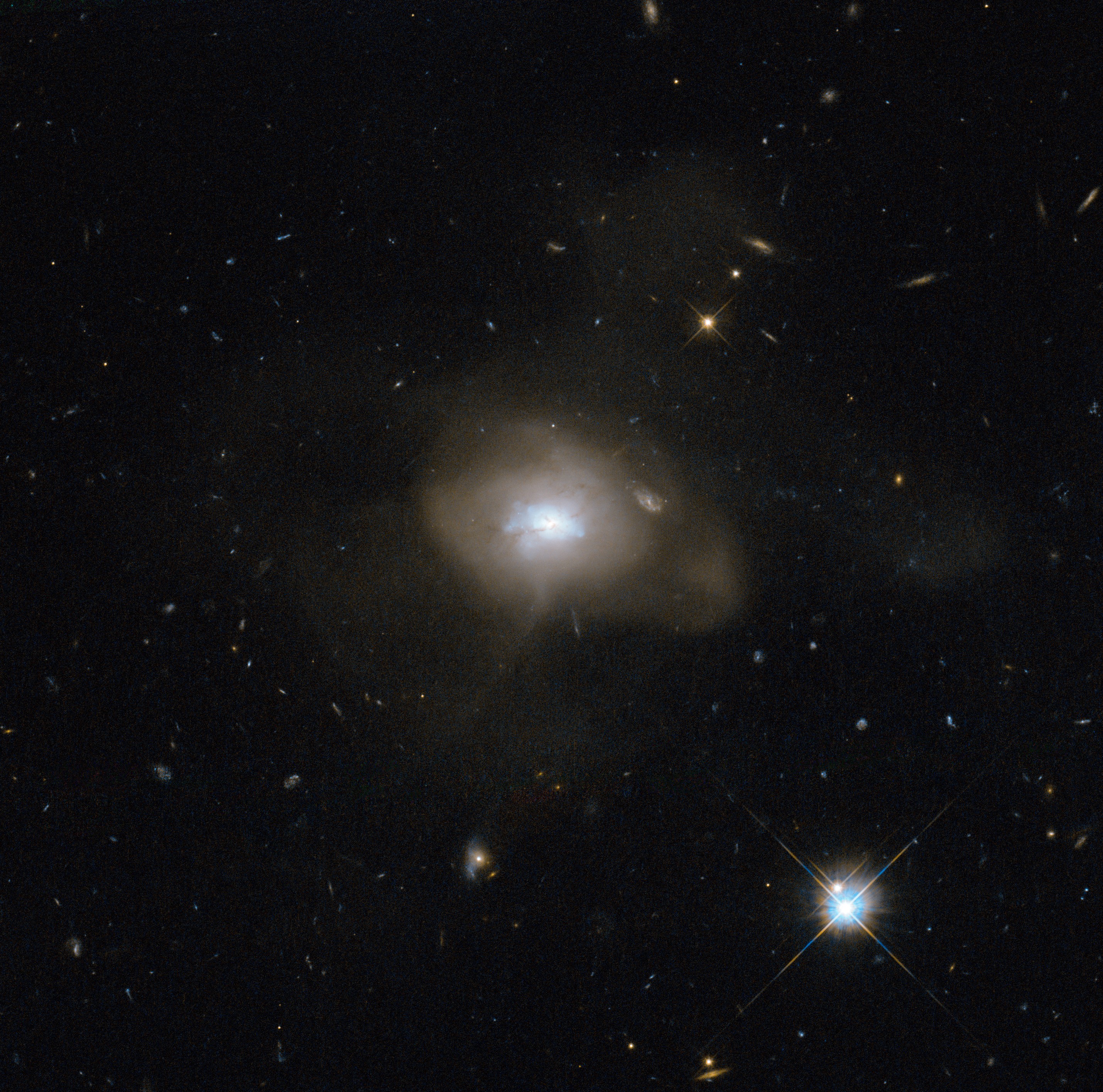
SDSS J162702.56+432833.9 este o galaxie eliptică.

- IC 1101, una dintre cele mai mari galaxii din universul observabil.
- Maffei 1, cea mai apropiată.
- Centaurus A (NGC 5128)